# Schismatogobius deraniyagalai
Schismatogobius deraniyagalai är en fiskart som beskrevs av Maurice Kottelat och Pethiyagoda, 1989. Schismatogobius deraniyagalai ingår i släktet Schismatogobius och familjen smörbultsfiskar. IUCN kategoriserar arten globalt som otillräckligt studerad. Inga underarter finns listade i Catalogue of Life.